# 三重テレビニュースウィズ
『三重テレビNEWSウィズ』（みえテレビニュースウィズ）は、2015年4月1日から三重テレビ放送で放送されている中日新聞社協力によるニュース番組である。2019年4月1日から平日夕方枠は『Mieライブ』に吸収された。
同番組は1992年4月から23年間放送されていた『三重テレビ ワイドニュース』をリニューアルしたもので、県内ニュースを中心に、視聴者から寄せられた季節の話題、イベントなどの情報を提供する。

## 放送時間
- 月曜 - 金曜（平日）： 21:55 - 22:10（15分）
- 土曜・日曜（週末）： 18:00 - 18:15（15分）

## 担当アナウンサー
- 中久木大力
- 北村実穂
- 奥村莉子
- 伊佐治好音
- 佐々木夢夏
- 多森成子（気象情報）